# Chloeia flava
Chloeia flava är en ringmaskart som beskrevs av Jean Louis Armand de Quatrefages de Bréau 1866. Chloeia flava ingår i släktet Chloeia och familjen Amphinomidae. Utöver nominatformen finns också underarten C. f. pulchella.

## Bildgalleri

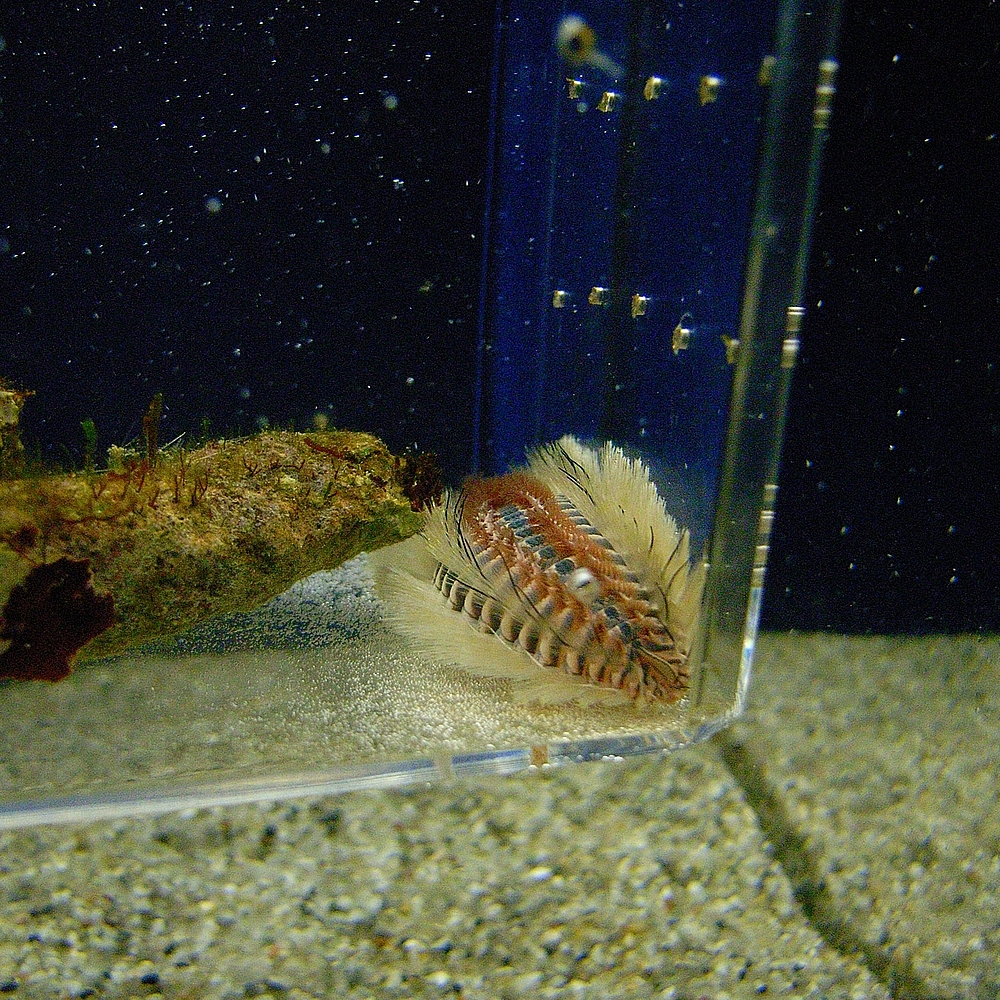